# Basler Bebbi Basel

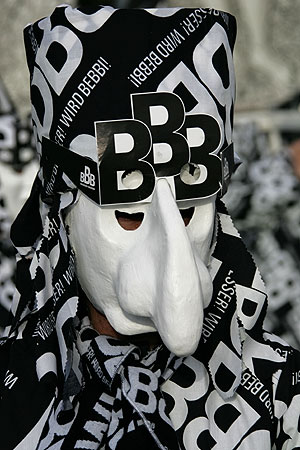
Ein Basler Bebbi während der Jubiläums-Fasnacht 2005

Die Basler Bebbi Basel (oft kurz als Basler Bebbi oder BBB bezeichnet) sind eine Fasnachtsclique aus Basel.

## Geschichte
Ehemalige Mitglieder der Jungen Garde der Basler Mittwoch-Gesellschaft (BMG) sowie deren Väter haben in der Gründungsversammlung am 30. April 1930 im Restaurant Feldschlösschen am Spalenberg 11 (heute Hotel Basel) die Basler Bebbi Basel gegründet. 1931 machten die Bebbi zum ersten Mal mit drei Gruppierungen an der Basler Fasnacht mit: Jüngere Basler Bebbi (heute Binggis), Junge Garde und Ältere Basler Bebbi (heute Stammverein), insgesamt waren 45 Tambouren und einige Pfeifer mit dabei. Am 9. November 1962 wurde (ebenfalls im Restaurant Feldschlösschen) die Alte Garde gegründet.

## Keller
Der erste Cliquenkeller wurde am 11. Januar an der Bäumleingasse 7 eröffnet, musste aber bereits im Herbst 1948 wegen Ausbauplänen des Zivilgerichtes wieder aufgegeben werden. Ein paar Häuser weiter (Bäumleingasse 13) war von Januar 1950 bis März 1955 der 2. Bebbi-Keller in Betrieb. Dieser Keller wird heute noch von der Breo-Clique genutzt. 20 Jahre später konnten die Bebbi im Kohlenkeller der ehemaligen Pfandleihanstalt im Luftgässlein 5 einen neuen Cliquenkeller beziehen. Nachdem der Keller in Eigenregie umgebaut worden war, wurde er am 29. November 1974 feierlich eingeweiht.

## Aktivitäten ausserhalb der Fasnacht

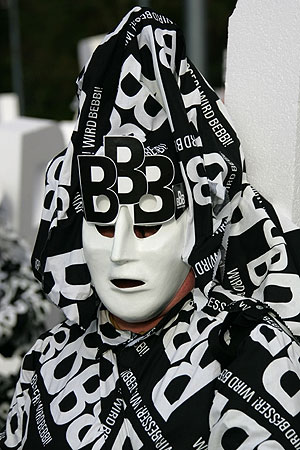
Ein anderer Basler Bebbi während der Jubiläums-Fasnacht 2005

Zur Pflege von Kameradschaft und Geselligkeit haben die Basler Bebbi auch immer wieder an Festumzügen von Veranstaltungen in und ausserhalb von Basel teilgenommen, wie an der Landi in Zürich (1939), 500-Jahr-Feier von der Schlacht bei St. Jakob (1944), "Braderie" in Biel (1951), Basler Tage in Berlin (1962), Eröffnung des New York Swiss Center (1966), Kreativ Karneval in Lage Mierde, Holland (1977), Eröffnung der Gartenausstellung Grün 80 (1980), Weinfest Freiburg im Breisgau (1989), Midosuji Parade in Osaka, Japan (2002).
Alle fünf Jahre zelebrieren die Basler Bebbi ein Cliquenfest. Das letzte fand 2005 zum 75-jährigen Cliquenjubiläum statt.
1994 übernahmen die Bebbi das Patronat der Sammelaktion "Ferienlager für krebskranke Kinder". Mit verschiedenen Anlässen wie Jazz-Matinée, Velorennen oder einem Älplerabend wurden CHF 58'000.- zusammentragen und der Elternvereinigung krebskranker Kinder überreicht.
Seit 1998 fand jährlich auf dem Spittelmatthof in Riehen ein Countryfest statt, welches ursprünglich als Bebbi-Country-Fest ins Leben gerufen wurde und später als Country-Fest mit Bebbi-Unterstützung jeweils im August über die Bühne ging. Leider wurde es inzwischen wegen Überlastung der Bauernhof-Equipe wieder eingestellt.

## Cliquenorgane
Seit Oktober 1992 verfügen die BBB über ein eigenes Mitteilungsblatt namens "dr Böbberli", welches 3-mal jährlich über das Geschehen rund um die Clique berichtet. Ausserdem betreiben die Bebbi seit April 2000 eine offizielle Cliquen-Webseite.

## Basler Bebbi heute
Die BBB sind seit ihrer Gründung bis heute trotz starken Nachwuchsproblemen eine reine Männergesellschaft geblieben. Das Stammlokal der Bebbi ist seit 1930 nach wie vor das Restaurant Safran Zunft. Aufgegliedert sind die Basler Bebbi in 4 Gruppierungen: die Binggis (ab ca. 8 Jahren), Junge Garde (12–17 Jahre), Stammverein (ab 18) und der Alten Garde (ab 40 Jahre).